# Chöch chot
Chöch chot (mongolsky , Хөх хот [Chöch chot], čínsky 呼和浩特, pchin-jin Hohhot, Hūhéhàotè, český přepis Chu-che-chao-tche) neboli „Modré město“, je městská prefektura a hlavní město Vnitřního Mongolska, autonomní oblasti Čínské lidové republiky. V roce 2004 mělo Chöch chot přibližně 1 520 000 obyvatel.

## Poloha a význam

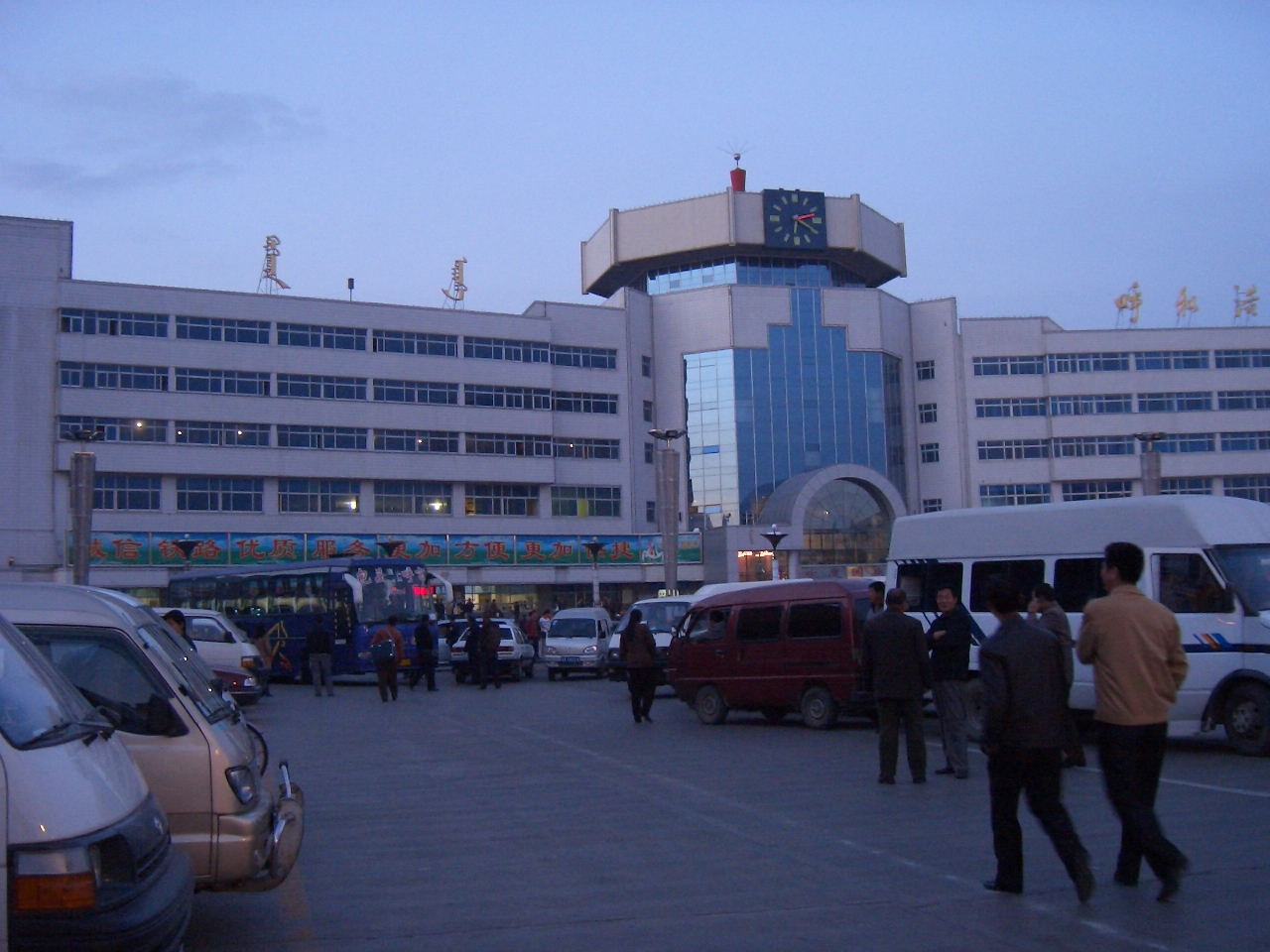
Železniční stanice v Chöch chot

Chöch chot leží ve středu jižní části Vnitřního Mongolska. Obklopují jej „Velké zelené hory“. Město leží na železniční trati Peking – Pao-tchou. Železnice spojuje Chöch chot i s Ulán chotem, Šilin chotem a Chajlarem. U města leží mezinárodní letiště (kód IATA HET), s pravidelnými lety do Ulánbátaru v Mongolsku. V Chöch chotu je několik univerzit a museum Vnitřního Mongolska. Většina obyvatel jsou Číňané. Mongolové tvoří jen okolo 10% populace. Žijí zde i Chuejové, Mandžuové a Korejci.

## Historie

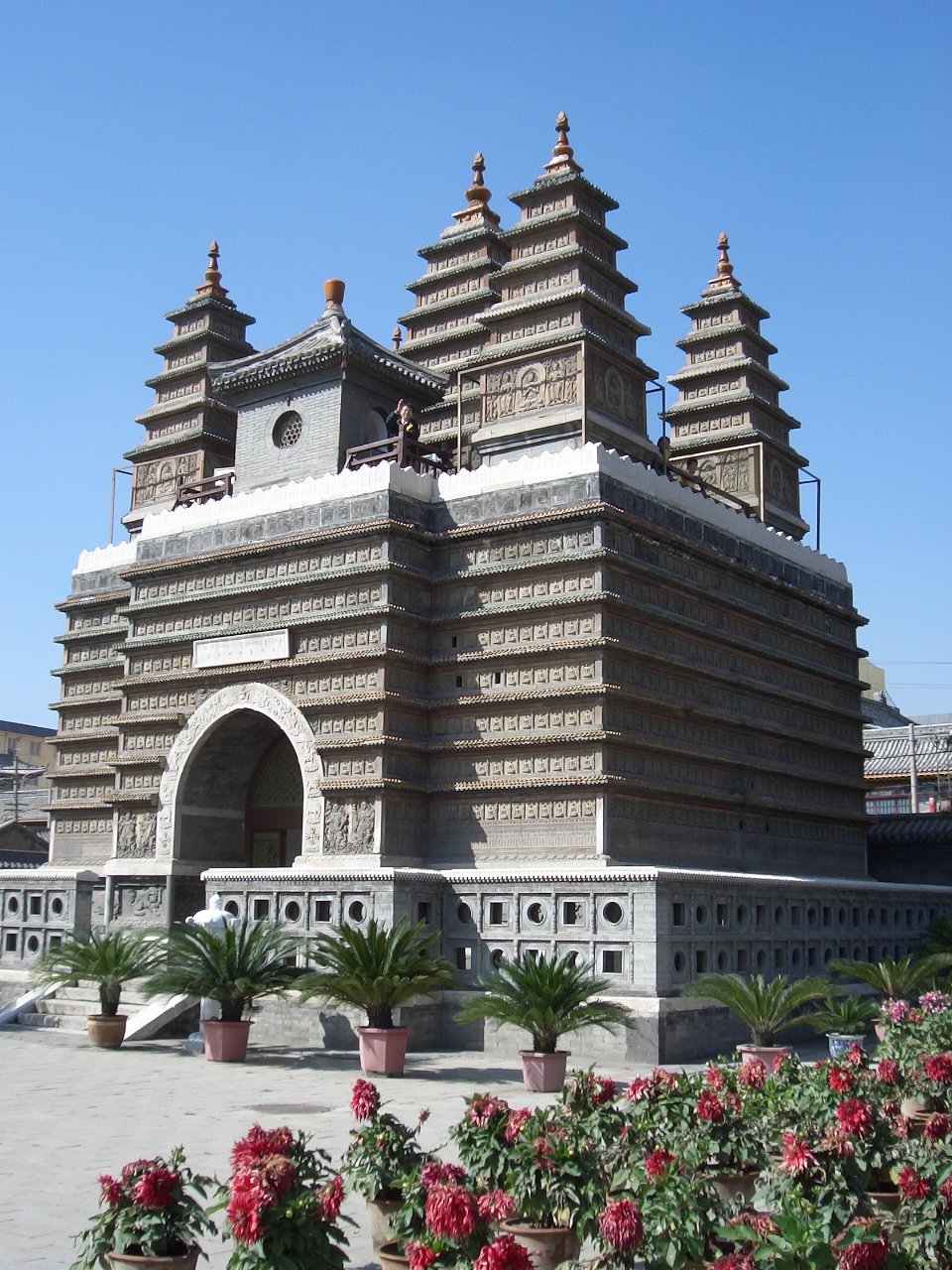
Chrám pěti pagod v Chöch chot

Chöch chot bylo založeno okolo roku 1580 Altan chánem. Původní čínský název byl (歸綏, pchin-jin Guīsuī). Chöch chot bylo hlavním městem provincie Sui-jüan. V roce 1947 se stalo hlavním městem autonomní oblasti Vnitřní Mongolsko.